# مكتبة برمنغهام
مكتبة برمنجهام هي مكتبة عامة تقع في وسط مدينة برمنجهام في إنجلترا، وهي في الجانب الغربي من وسط المدينة في ميدان سينتيناري، وهي ملحقة بالريب (مسرح الريبيرتوري ببريمنجهام والمعرف بالريب). على مساحه قدرها 33500 متر مربع تتوسط مركزين ثقافيين كبيرين، هما مسرح ربرتوري، ومركز حضاري سابق كان يطلق علية«باسكرفيل هاوس». والمكتبة بُنيت لتحل محل مكتبة وسط مدينة برمنجهام. وقد وصفت بأنها أكبر مكتبة عامة في المملكة المتحدة، وأكبر مكتبة إقليمية في أوروبا.

## الخلفية التاريخية
- في عام 1879 اندلع حريق في المكتبة نجم عنه احتراق أغلب الكتب (والتي كان يبلغ عددها حوالي 50 ألف كتاب)، ولم يبق منها إلا ألف كتاب فقط. بعد ثلاث سنوات (1882) أعيد افتتاح المكتبة وسط احتفال كبير في المدينة. وظلت هذه المكتبة موجودة حتى عام 1974 حين تم هدم المكتبة «القديمة» ونقلها إلى موقع آخر مجاور. وهكذا افتُتحت المكتبة «الجديدة» في موقعها الجديد في العام نفسه، وكانت تُعتبر آنذاك أكبر مكتبة غير وطنية في أوروبا كلها.[7]
- في عام 1991 تعرضت المكتبة لحريق آخر أسفر عن احتراق مكتبة الأطفال وجزء من الطابق السفلي من المبنى. وبعد عامين تم إنشاء "مركز الطفل" و"مركز الأعمال". وبعدها توالت عمليات التحديث والتطوير في المكتبة، فتمت إضافة خدمة الإنترنت عام 1998، و"مركز التعلّم" عام 2002."[7]
- المكتبة الجديدة نتاج عملية تطوير لمكتبة«برمنجهام» المركزية، المبنية سنة 1973، وهي المكان الذي أطلق عليه الأمير تشارلز وصفه الشهير:

| مكتبة برمنغهام | مكانا لاستعارة الكتب بدلا من حرقها" | مكتبة برمنغهام |

مايك وايتباي رئيس مجلس مدينة«برمنجهام» يقول:
| مكتبة برمنغهام | ذلك المشروع ينبغي أن نطلق عليه أضخم مجمع للفكر الإنساني. | مكتبة برمنغهام |

## الهندسة المعمارية
تستخدم المكتبة «نظام ارضي يصدر من طبقة المياه الجوفية» كمصدر للطاقة. ستضخ المياه الجوفية الباردة من داخل الأرض وتستخدم في نظام تكييف الهواء. فالماء يتدفق مرة أخرى إلى الأرض عن طريق حفر بئر آخر. حيث ان استخدام المياه الجوفية كمصدر للطاقة المتجددة خفض انبعاثات ثاني اكسيد كربون المكتبة.
- قائمة مختصرة تضم سبعة من كبار المهندسين المعماريين المعروفين عالمياً في شمال أوروبا، وهم أربعة مقرهم في المملكة المتحدة، واثنان من هولندا وواحد من الدنمارك.

من أكثر من 100 في جميع أنحاء العالم، القائمة المختصرة، بالترتيب الأبجدي، كما يلي:
- - مهندسي وزارة الخارجية
  - فوستر وشركاه
  - هوبكنز المهندسون المعماريون
  - Mecanoo
  - OMA
  - شميدت هامر لاسين
  - ويلكنسون آير

كما قال المدير التنفيذي للمشروع: «نحن سعداء بأن قائمة المختصرة قوية جدا. انها بمثابة التكريم الملائم لرؤية والتزام هذا المشروع الفريد. ليس لدي أي شك في أن كل واحد منهم من المهندسين المعماريين قادر على خلق مبنى يسعد الجماهير والفنانين والمقيمين والزوار لسنوات عديدة قادمة».

## الافتتاح
- افتُتحت مكتبة برمنجهام المركزية عام 1865 وكانت تحتوي على قسمٍ لإعارة الكتب فقط، ثم أضيف قسم المطالعة في العام التالي 1866. وبعد عامين تم افتتاح «مكتبة شكسبير» وهي عبارة عن غرفة خاصة بكل ما يتعلق بالشاعر العظيم شكسبير من مؤلفاته وما كُتب عنه وعن أعماله من دراسات.
- افتُتحت يوم الثلاثاء 3 سبتمبر 2013، وبلغت تكلفة بنائها 188,8 مليون جنيه استرليني. ووصفت بأنها أكبر مكتبة بالمملكة المتحدة كما أنها أكبر مساحة ثقافية في أوروبا.[10][11]

شاركت في افتتاح المكتبة ملالا يوسف زاي الطالبة الباكستانية التي نجت من محاولة اغتيال على يد حركة طالبان، وكانت في ذلك الوقت تقيم في برمنجهام حيث تتلقى العلاج. ألقت خطابًا قالت فيه أنها تحلم بأن يكون هناك "أبنية عظيمة مثل مكتبة برمنجهام في كل ركن من أركان المعمورة، حتى يتمكن كل طفل من أن ينمو وهو يمتلك فرصة تحقيق النجاح. ذلك بحضور وزير الثقافة والاتصالات والصناعات الإبداعية إد فايزي ‏.}
- - واستغلت خطابها الافتتاحي للإعلان عن أن “الأقلام والكتب أسلحة لهزيمة الإرهاب”، كما دعت للسلام والتقدم في سوريا ونيجيريا والصومال.

وقالت:
| مكتبة برمنغهام | حلمي أن تكون هناك أبنية عظيمة مثل مكتبة برمنجهام في كل ركن من أركان المعمورة، حتى يتمكن كل طفل من أن ينمو وهو يمتلك فرصة تحقيق النجاح، ويجب أن ندافع عن أطفال باكستان والهند وأفغانستان الذين يعانون من الإرهاب والفقر وعمالة الأطفال والاتجار بهم، دعونا لا ننسى أن حتى كتابا واحدا وقلما واحدا وطفلا واحدا ومعلما واحدا يمكن أن تغير العالم”. | مكتبة برمنغهام |

- يزورها المكتبة خمسة آلاف مواطن يوميا، يتوقع بعد التجديدات أن يتضاعف هذا العدد، بسبب تنظيم ورش العمل، والاجتماعات السياسية، وجلسات القراءة الشعرية، وكلها فعاليات تدفع الناس للارتباط بالمكتبة، حيث أن مجلس محلي مقاطعة لانكشاير لديه خطة بالفعل لتقديم عروض حية للموسيقي بالمكتبة، بالإضافة لإقامة معارض للكتب النادرة، مثل نسخة كتاب «فرست فوليو» لشكسبير التي تعود لسنة 1623.[6]

### تحدي

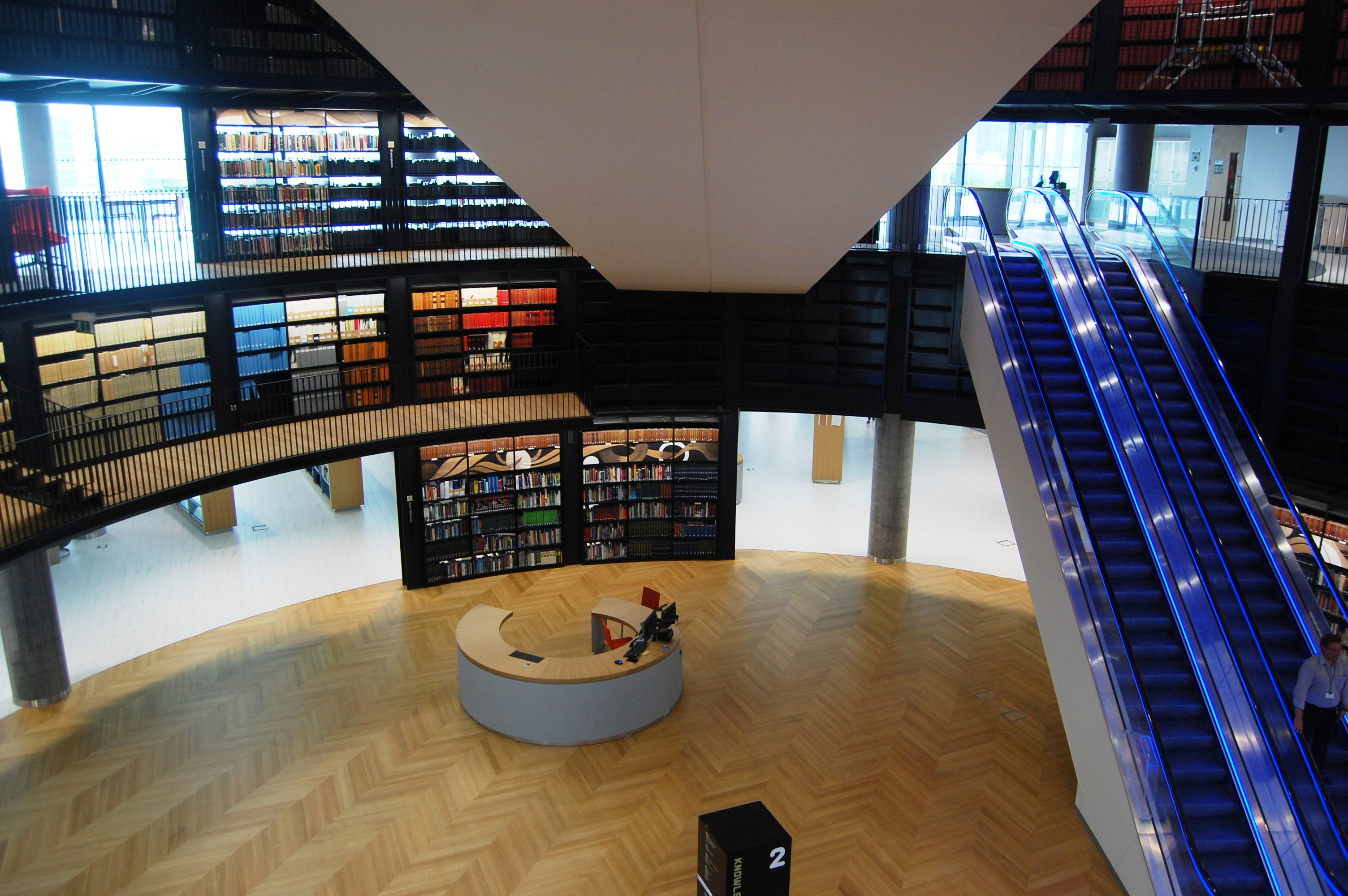
مكتبة برمنجهام قبل الافتتاح بأسبوع من الداخل

هناك مشكلة واحدة، تواجهها «برمنجهام» هي أنها تحتاج توفير69 مليون جنيه استرليني خلال السنة المالية القادمة، مما يعني فقد أكثر من ألفي فرصة عمل، لكن من يجرؤ علي إنفاق الملايين من أجل تمويل الفكر البشري؟! وفي نفس الوقت يؤدي ذلك إلى التخلص من أناس زائدين عن الحاجة؟
فهناك بعض البريطانيين غير المهتمين بإنقاذ مكتبتهم المحلية، فعندما أعلن مجلس مقاطعة "ساسكس" خطته لتخفيض ساعات العمل في ثلاث مكتبات من أربعة، لتوفير مائتي ألف جنيه استرليني، فإن كثير من أصحاب المدونات علي الإنترنت اقترح أن هذا التخفيض لا يكفي، أحدهم قال إنه لم يزور مكتبة منذ سنوات، وآخر قال: أقرأ الصحف أون لاين، وأحصل علي المعلومات من الإنترنت، وأشتري الكتب من موقع أمازون، والقليل ممن يحتاج المكتبات، هم الأقل في احتمال ارتيادها، انشغالا بمشاهدة الهراء المعروض علي شاشة التليفزيون، علاوة علي أن كتبها قديمة ويلزم تحويلها إلى مادة علي الإنترنت"، والعام الماضي أصدر مجلس مدينة"ويرال"قرارا بغلق 11 مكتبة واستثمار 13 مليون دولار في بناء مول بالحي، بحجة أن هذا ما يتطلبه الناس، لكن تلك الخطة توقفت بعد شن حملة شعبية ضدها، وأمر وزير الثقافة أندي برنهام بالتحقيق في هذا الأمر، وتم منع إغلاق المكتبات، وكان تدخلا غير متوقع حيث قال:
| مكتبة برمنغهام | أن المكتبات مصدر غني للمعلومات والحكمة والتعلم، وتلك حقيقة واقعه خاصة في الظروف الاقتصادية الصعبة. | مكتبة برمنغهام |

 تلك النقطة تبدو ذات أهمية خاصة، حيث في ظروف الانكماش الاقتصادي تصبح القيمة الاجتماعية للمكتبات في ازدياد، وعندما تصبح مفصولا حديثا، يقل احتمال شراء الكتب، فتلجأ للقراءة المجانية بالمكتبة، لكن يبدو أن التخفيض لا مفر منه، فبالنسبة للفن والترفيه وتمهيد الطرق تصبح المكتبات الأكثر تعرضا للإلغاء، وطبقا لمسح أجرته بي بي سي الأسبوع الماضي، كشف أن ذلك من الممكن أن يدهور حال المكتبات إلى درجة يصبح معها إعادة الحياة لها من جديد غاية في الصعوبة، وعندما تم تخفيض 10و4 بالمائة من خدمة مكتبة باكينجهام، عن طريق تخفيض عدد ساعات العمل، ومخزون الكتب، واستبدال العاملين بالمتطوعين، سوف يشعر الناس أنهم يدورون في حلقة مفرغة، وخلال سنوات قليلة سيقول أحدهم: لا أحد يستخدم هذا المكان، دعنا نغلقه.

## خدمات المكتبة
تحتوي «مكتبة برمنجهام المركزية» على شتى أنواع المصادر بدءًا من الكتب النادرة والصور القديمة وحتى الكتب الحديثة التي تحقق أعلى المبيعات. ويُقدر عدد المصادر الموجودة بها أكثر من 5 ملايين من الكتب والمصادر الأخرى كالأقراص المدمجة والرسومات والخرائط وأقراص الموسيقى وأفلام الديفيدي والمجلات والصحف والصور وغيرها.
تحتوي المكتبة على:
- مركز الطفل (يحتوي على كتب ومجلات للأطفال).
- قسم مخصص لمساعدة الأطفال الصغار على تنمية عادة القراءة).
- ومركز الأعمال (يحتوي على المراجع المتعلقة بقطاع الأعمال).
- مكتبة الإعارة (تحتوي على كتب ومجلات وأفلام وأقراص مدمجة في شتى المجالات وبلغات مختلفة).
- مكتبة المراجع (تحتوي على عدد أكبر من المراجع ولكنها للمطالعة فقط).
- مركز التعلم (ويقدّم دورات تدريبية ومعلومات ونصائح متعلقة بالفرص الوظيفية والتنمية الذاتية والمهارات الحياتية المختلفة)
- مكتبة الموسيقى (متخصصة في الموسيقى وتحتوي على أقراص مدمجة وكتب يمكن استعارتها أو المطالعة فيها/الاستماع إليها).

«بمجرد وفاة مايكل جاكسون، قامت مكتبة الموسيقى بتصميم لوحة تذكارية وتعليقها قرب مدخل مكتبة الموسيقى».
- ومقهى.[13]

كما وتحتوي المكتبة على عدد من الحواسيب المتصلة بالإنترنت، ويمكن للمشتركين في المكتبة (والاشتراك مجاني) استخدامها مجانا. هذا وتوجد أجهزة مخصصة لإرجاع الكتب وتجديدها وحجزها، إضافة إلى أمناء المكتبة الموجودين لخدمة روّاد المكتبة. كما توجد أجهزة تصوير الأوراق يمكن استخدامها بمقابل بسيط.
الكتب المسموعة
- هناك العديد من الكتب المنوعة المسموعة في مجالات عدة منها:(الأدبية والتاريخية والسير الذاتية، الخ.

اللغة الصينية
- جزء من الأرفف الكثيرة المخصصة للكتب المكتوبة بالصينية. هناك اهتمام واضح بالجالية الصينية نظرًا لتعدادها الكبير في بيرمنجهام. هذا وتوجد أيضًا كتب بالأوردية والإيطالية والفرنسية والروسية والبولندية وغيرها. كما ان هناك قسم لكتب الأطفال باللغة الصينية.

الكتب العربية
- هناك قسم صغير يضمّ مجموعة مختارة من الكتب العربية. منها رواية عمارة يعقوبيان، ورواية «منامات» ل (جوخة الحارثي)، كما توجد كتب لعبد الرحمن منيف ونجيب محفوظ وأنيس منصور وديوان المتنبي وترجمة لأعمال شكسبير وترجمات روايات هاري بوتر، وغيرها.
- قسم الأدب العربي: ويضمّ ترجمات إنجليزية لعديد من الكتب الأدبية العربية. تجدر الإشارة هنا إلى أنه توجد أيضًا كتب الأدب التركي والإيراني في قسم الأدب العربي![13]

## غرفة شكسبير التذكارية
تم إنشاء وتصميم مكتبة شكسبير التذكارية من قبل جون هنري تشامبرلين في عام 1882 وهو عضو مؤسس في نادي شكسبير، وكان مسؤولاً عن إعادة بناء المكتبة المركزية القديمة بعد ان التهمت النيران المبنى الأصلي عام 1879.
افتتحت الغرفة التذكارية قبالة الجناد الجديد على شكل حرف L غرفة للقراءة من مكتبة مرجعية في الطابق الأول من المبنى.
تتميز الغرفة بالنمط الإليزابيثي مع المنحوتات المطعمة والمشغولات المعدنية التي تمثل الطيور والزهور وأوراق الشجر، عمل على الخشب «بارفيلد» وهو حفار الخشب والنحاس والأعمال المعدنية ورسومات وزخارف السقف.
احاط الجدل خطط هدم المكتبة المركزية في عام 1971 بعد الدمار الذي حل بها، حينها قال وزير البيئة:«يجب الحفاظ على غرفة شكسبير التذكارية وان تكون في متناول جميع شعب برمنغهام».

## مجموعات
تضم المكتبة عددًا من المجموعات الهامة المعروفة وطنيًا ودوليًا، منها محفوظات بولتون ووات ومحفوظات أمانة قرية بورنفيل ومحفوظات تشارلز باركر ومجموعة باركر لكتب الأطفال ومجموعة تذاكر ونجت بت وصور مسح ووروكشاير ومحفوظات المعهد البريطاني لدراسات الأعضاء ومكتبة الجمعية التاريخية للسكة الحديد والقناة.
في 1882، صمم جون هنري تشامبرلن قاعة شكسبير التذكارية من أجل المكتبة المركزية الأولى. وعند هدم المبنى في 1974، فككت القاعة وأضيفت إلى مجمع المكتبة الجديدة. وعند بناء مكتبة برمنجهام، نقلت القاعة إلى الدور الأعلى. وتضم القاعة أكثر أعمال شكسبير أهمية في بريطانيا، وهي واحدة من اثنين من أهم مجموعات شكسبير في العالم؛ والمجموعة الأخرى موجودة في مكتبة فولجر شكسبير. مجموعة مكتبة برمنجهام تضم 43,000 كتاب، منها أعمال نادرة مثل نسخة من كتاب فرست فوليو؛ ونسخ من أربع إصدارات لفوليو؛ وأكثر من 70 إصدارًا من مسرحيات منفصلة طبعت قبل عام 1709. وهناك عدد هام من المجموعات التي تعود إلى القرون الثامن عشر والتاسع عشر والعشرين.

## وصلات خارجية
- مكتبة برمنجهام  - ويكيميديا كومنز
- موقع مكتبة برمنجهام